# Ditti Hood
Ditti Hood, född 14 oktober 1921 i Stockholm, död 15 februari 1998, var en svensk målare.
Hood studerade vid Konstfackskolan i Stockholm och vid Grünewalds målarskola i Stockholm. Hon genomförde ett 50-tal separatutställningar 1955-1983 och har medverkat i samlingsutställningar i Italien, Spanien och Frankrike. Hood är representerad vid Stockholms stadsmuseum, Göteborgs konstmuseum, Malmö kommun, Norrköpings konstmuseum och Svenska huset i Buenos Aires.